# Černí Númenorejci
Černí Númenorejci jsou frakcí Númenorejců ve fiktivním světě J. R. R. Tolkiena. Tato frakce nazývaná též Královští (anglicky Kingsmen) nebo Ar-Adûnâim (jazykem Númenoru), a která je elfy a Věrnými Númenorejci někdy nazývána také jako Aran-Engwar (Královi muži), se nacházela v Númenoru a v koloniích jižně a východně od Ithilienu, regionu Gondoru. Královští vznikli kolem roku 2300 Druhého Věku za vlády krále Tar-Ancalimona, a byli většinovou populací Númenoru, která odporovala Valar a byla loajální králům Númenoru v druhém věku, po pádu Númenoru byli převážně známí jako Černí Númenorejci. Zdržovali se na jižních koloniích Středozemě, Haradu a jiných regionů. Jednou z nejsevernějších a nejdůležitějších kolonií Černých Númenorejců byl například Umbar. V adûnajštině jméno Ar-Adûnâim je odvozeno ze slov Ar (král) a Adûnâim (Adûnajci/Númenorejci). Černí Númenorejci po tisíciletí dominovali Haradu a jejich kultury se v průběhu Třetího Věku velmi mísily. Černí Númenorejci byli po celý Druhý a třetí věk nepřáteli Věrných Dúnadanů a Gondorských a několikrát bojovali za Temného pána Saurona nebo proti němu.

## Historie

### Počátky
Frakce vznikla kolem roku 2300 Druhého věku za vlády krále Tar-Ancalimona, kdy se většina Númenorejců odtrhla od Valar a začala jim vzdorovat, zatímco menšina lidu jim zůstala věrná a udržovala si přátelské vztahy s Elfy, tito lidé vešli ve známost jako Věrní Númenorejci a mezi ně patřili například budoucí králové Isildur, Anárion a jejich otec Elendil.

### Druhý věk
Královští postupem času začali reptat proti jejich zákazu plavby na západ, avšak neodvažovali se ho porušit, a tak se více a více soustředili na východ, kde kolonizovali a dobývali rozsáhlá území ve Středozemi, Haradu, Rhûnu, Mórenoru, Rómenoru a jiných regionech východně od Númenoru, vymáhali poplatky a podrobení se od místních obyvatel, a stali se z nich utlačovatelé. A zatímco Věrní Númenorejci zakládali kolonie na severu, na pobřeží Eriadoru, Enedwaithu a západně od řeky Anduiny, poblíž Elfů (Eldar), Královští se soustředili na jih a východ, kde elfové nežili. Ale jak čas ubíhal, Královští se začali více a více obávat smrti, A tak začali závidět nesmrtelným elfům, kterým se lidé Númenoru fyzicky podobali jako součást odměny od Ilúvatara za to, že byli jejich spojenci. Eldar se však vždy snažil připomenout lidem Númenoru, že smrt byla darem od Ilúvatara všem lidem a ztratit víru v Ilúvatara by bylo heretické. Nicméně většina Númenorejců se přesto začala vymykat způsobům svých předků a vzdala se úcty Eru a Valar. A tak Královští byli již tehdy náchylní ke zkaženosti Saurona, když přišel do Númenoru. Tři z devíti Prstenových přízraků, které lze považovat za jedny z prvních a nejmocnějších, a kteří byli původně z řad Černých Númenorejců, zkazil Sauron 1000 let před Pádem. Sloužili Sauronovi, byli zotročeni jeho vůli a stali se tak kvůli své touze po moci nebo vědění.
Roku 3255 Druhého věku vyplul Ar-Pharazôn do Středozemě, aby se střetl se Sauronem. Vojska Královských se vylodila v Umbaru a během chvíle rozdrtila nebo rozehnala všechny služebníky Saurona. Když Sauron viděl, že ani s mocí prstenů je nedokáže porazit, se vtělil do podoby Annatara, kterým kdysi obelstil elfy Eregionu, a poddal se moci Númenorejců, kteří ho zajali a odvezli na Númenor. V průběhu času se ale, skrz lichocení Královských a lstí, stal královým rádcem a ovlivňoval krále i samotnou politku Númenoru. Královští byli ještě agresivnější než předtím a zvýšili svoji expanzi a tyranii vůči lidem Ardy (světa). Když Sauron přesvědčil krále, že Ilúvatar je lež, kterou vymysleli Valar, a slíbil Númenorejcům věčný život, pokud budou uctívat Melkora, Ar-Pharazôn vztyčil Melkorovi temný chrám, v němž byly nabízeny lidské oběti, převážně z řad Věrných Númenorejců. Také bílý strom, Nimloth, byl sťat a spálen jako oběť Melkorovi. Díky včasnému zásahu Isildura, syna Elendilova, dědice Amandila, lorda z Andúnië, se ale zachránil jeden z plodů Nimlothu a Věrní tajně vypěstovali nový strom, který se později stal Bílým stromem Gondoru. V Númenoru ale většina lidu okamžitě následovala příklad krále a toto uctívání rychle přešlo přes oceán do většiny Númenorských kolonií ve Středozemi, kde Númenorejci, i přesto že nikoho v koloniích neobětovali, začali praktikovat Melkorismus.
Frakce prosperovala i v koloniích, zejména v Umbaru. Pokračovali v oponování Věrných, z nichž vzešli králové Arnoru a Gondoru. Královští zůstali věrní Sauronovi a jejich životnost začala slábnout ještě před Pádem, kdy životnost Věrných se zkrátila z 500 let na 300 a Černých dokonce na 200. Už v této době dostali své druhé jméno – Černí Númenórejci. Tato svatokrádežná „černá umění“ a „hlouposti“, které vznikly jako důsledek jejich uctívání „Temnoty“ a Melkora, znamenaly konečné, neodvolatelné, nenapravitelné rozdělení mezi „Královské“ a menšinu známou jako „Věrní“ Númenorejci, nebo ‚Elendili‘, kteří se i přes veškerý útlak drželi své staré víry v Ilúvatara.
Král Ar-Pharazôn se na konci svého života začal obávat smrti a Sauron poznal, že nadešel jeho čas. Nabádal krále, ať zaútočí na Valinor, dobije ho, a získá pro sebe věčný život. Ar-Pharazôn se nechal zlákat a během pěti let postavil velkou námořní armádu, s kterou roku 3319 Druhého věku vyplul na západ. Vylodil se v Amanu a vojsko pochodovalo na město Valimar. Manwë, pán mezi Valar, volal k Ilúvatarovi, který ztratil trpělivost nad rouháním Královských, a změnil tvář světa. Mezi Númenorem a Zeměmi neumírajících se otevřela propast, svět se otřásl a král Pharazôn byl společně se svým vojskem usmrcen, a Númenor se potopil. Sauron přišel o své smrtelné tělo, a tak i o svou schopnost brát na sebe sličnou a okouzlující podobu. Aman i Tol Eressëa byly navždy odňaty ze světa, jenž změnil svůj tvar a stal se zakřiveným. Věrní pod vedením Elendila Vysokého byli sice jedinými obyvateli Númenoru kteří jeho pád přežili, avšak Černí Númenorejci přetrvali v koloniích, které zničeny nebyly.

#### Po Pádu Númenoru
Po mnoho staletí se Královští drželi všech kolonií, které i před pádem byly pod vlivem královských nebo kontrolou Númenoru, nejznámější z nich byl Umbar. Věrní Númenorejci, kteří se nikdy nezřekli Eldarů a vždy zůstali věrni své víře v Ilúvatara, založili své vlastní říše v exilu severně od Umbaru a ostatních Númenorských kolonií – Arnor a Gondor. Věrní Númenorejci viděli své jižní protějšky jako odpadlíky a zodpovědné za pád Númenoru. Černí Númenórejci měli většinou o ''Věrných'' a jejich potomcích podobně nízké mínění. Z doby pozdního Druhého věku jsou jmenováni pouze dva Černí Númenorští páni: Herumor a Fuinur. Stejně jako všichni Černí Númenorejci a 'Královští muži' před nimi, Herumor a Fuinur toužili po moci nad muži jiných, nižších ras, a „vzrostli k (velké) moci mezi Haradskými národy sousedícími s Umbarem. Jejich osud je neznámý, ale pravděpodobně bojovali se Sauronem proti Věrným ve Válce Posledního Spojenectví.

### Třetí věk
Triumf Poslední aliance elfů a lidí a následný růst moci Gondoru znamenal úpadek černých Númenórejců a konec jejich dominance ve Středozemi. Přesto Černí Númenorejci a jejich elity v koloniích vytrvali, a více než tisíc let po pádu Númenoru si udrželi velký vliv v Haradu. Černí Númenorejci chybí v zaznamenané historii po válce Posledního spojenectví, a je o nich napsáno velmi málo. Co je známo ale, je že Černí Númenorejci z Umbaru a jiních teritorií bojovali s Gondorem v Haradských válkách, ve kterých Černí Númenorejci dočasně ztratili město Umbar, ale utekli do exilu do sousedních Haradských knížectví, kde zorganizovali odpor vůči Gondorským v průběhu Třetího věku, a pokračovali v zahraničním odporu proti Gondoru až do povstání Castamirových spojenců, kteří zahájili občanskou válku v Gondoru a uzurpátor Castamir se zmocnil trůnu v Osgiliathu. Castamir byl ale poté zabit a jeho stoupenci, společně s Gondorským námořnictvem, se odtrhli do jižních provincií Gondoru (včetně Umbaru), které se od Gondoru odtrhly a skončily opět pod vlivem Černých Númenorejců. V Umbaru následně vznikla podskupina Černých Númenorejců známá jako Umbarští korzáři, jejichž námořnictvo drancovalo Gondorská pobřeží až do konce Třetího věku. Královna Berúthiel, manželka gondorského krále Tarannona Falastura, byla Černá Númenórejka z kolonie někde jižně od Gondoru a Umbaru. Její manželství bylo svazkem bez lásky a pravděpodobně šlo o politický akt. Navíc, Ústa Sauronova, který se vysmíval armádě západu před Černou bránou po bitvě na Pelennorských polích, byl popsán jako Černý Númenorejec, jako „Odpadlík“. Je vysoce pravděpodobné, že byl součástí skupiny Černých Númenorejců, kteří fanaticky následovali Saurona, a kteří ho také následovali do Mordoru, konkrétně do Mordorského regionu Nurn.

### Čtvrtý věk
Osud Černých Númenorejců je neznámý, je však pravděpodobně, že sepsali mír s Obnoveným královstvím krále Elessara a vzdali se vlivu Saurona.

## Obyvatelstvo a společnost
Vládnoucí styl Černých Númenorejců byl bezpochyby tyranský a v jejich zemích a koloniích fungovala převážně vláda duumvirátu, neboli vláda dvou, například i v Umbaru. Po Herumorovi a Fuinurovi jsou malé zmínky o Angamaitovi a Sangahyandovi. Někteří lordi a páni Ar-Adûnâim bojovali mezi sebou i proti Sauronovi a jeho následovníkům, převážně až do Čtvrtého věku. Černí Númenorejci nepoužívali západštinu, ale mluvili jejich rodným jazykem, adûnajštinou. Společnost fungovala v systému Kasty kdy na samém vrcholu byli samotní Ar-Adûnâim (původní nebo čistí Númenorejci), a pod nimi byla většinová populace Banadûnâim (v adûnajštině znamená Polonúmenorejec, Ban/Bana = Polovina) a poté místní obyvatelstvo, které bylo na nejnižší úrovni kastovního systému Černých Númenorejců. Ve všech zemích a koloniích Černých Númenorejců se ale tento systém neudržoval, a proto byla míra utlačování původního obyvatelstva mírná nebo vysoká, podle místa. I přes veškerý útlak a zotročení ze strany Černých Númenorejců které domorodí obyvatelé kolonizovaných regionů zažily, je místní lidé uctívají. Mnoho zemí Banadûnâiců a místních obyvatel, například Haradských, uctívá odkaz Černých Númenorejců, a dokonce se prohlašují jako nástupnické země Ar-Adûnâim.

### Náboženství
Zatímco Dúnadané z Gondoru a Arnoru zůstali věrní Valar a pokračovali v praktikování Íluvatarismu, Černí Númenorejci měli několik vlastních náboženství nebo náboženství která přijali od místních lidí. Jediným Tolkienem popsaným náboženstvím byl Melkorismus, ale společně s ním jsou v rozšířeném, autory napsaném univerzu zmíněná náboženství:
Melkorismus - Náboženství které některé si podskupiny vzali ze svých domovů v Númenoru a které rozšířili po svých doménách. Lidé pod vlivem Saurona a Černí Númenorejci uctívají Melkora jako Boha a popírají existenci Eru Ilúvatara. Na rozdíl od lidí pod vlivem Saurona si Černí Númenorejci udrželi původní, avšak nekrvavou verzi, tohoto náboženství a nepřešli k uctívání Saurona. Toto náboženství bylo rozšířené převážně mezi zeměmi podskupiny Ar-Adûnâim.

Eruismus - Pozměněná verze Íluvatarismu, kde se uctíval odlišný, ale Ilúvatarem inspirovaný Erui. Rozšířené mezi podskupinami
Kult Ishtry - Polyteistické náboženství, ve kterém se uctívala Ishtra, bohyně moře a lásky. Údajně má svůj původ v kolonii Bozisha-Daru, a je hlavním náboženstvím Balkumagânâiců.
Uctívání předků - Náboženství inspirované místními tradicemi, ve kterém se velcí a mocní předkové Númenorejců uctívají jako bohové. Pochází z kolonie Tûlwangu a je převážně náboženstvím Ar-Ârûwânaiců, Banadûnaiců,
Kâthasaptha - Původně haradské náboženství které Černí Númenorejci přijali za své. Uctívají se v něm dva bohové - Ladnoca, bohyně měsíce, a Eru, který je zde jako bůh slunce. Praktikované Ar-Adûnâici.
Izindubethismus - Náboženství proroka Izindubetha, v němž se uctívá hora Urud an-Khibil, která se nachází ve stejnomenném království v Haradu, a Pět Nebeských Pilířů. Populární mezi Banadûnaici a Mûmakanrimy.
Kôlirismus - Kult uctívání boha Junasta, a jeho služebníků Kôlírů. Praktikováno Mûmakanrimy.

### Dělení podskupin
Černí Númenorejci, na rozdíl od svých příbuzných ze severních království Arnoru a Gondoru, nebyli po pádu Númenoru nikdy zcela jednotní. Po zkáze Númenoru se rozdrobili a rozdělili na jednotlivé skupiny, ''podskupiny'' , národy a jiné země a frakce, které spolu vytvářeli spojenectví, spolupracovali, nebo dokonce bojovali mezi sebou o území a moc. K ''podskupinám'' oddělených/rozdělených Černých Númenorejců, ať už z expandovaných zdrojů nebo od Tolkiena samotného, patří:
Ar-Adûnâim (podskupina) - Nejznámější a jedna z největších skupin Černých Númenorejců. která je přímým potomkem Královských z Númenoru. Na rozdíl od ostatních skupin Černých Númenorejců měli své kolonie a teritoria i ve Středozemi, například Umbar. Často bojovali proti Dúnadanům Gondoru a měli velký vliv na země Haradu, které byly jejich věrnými spojenci, pravděpodobně i vazaly. Umbarští Ar-Adûnâim se po dobytí Umbaru v roce 830 T.v. stáhli do exilu v Haradu a jižních územích Černých Númenorejců, odkud vedli odpor proti okupantům z Gondoru, než ho roku 1447 T.v. získali zpět s pomocí Castamirových stoupenců a budoucích Umbarských korzárů, kterým později povolili se ve městě usadit. Do Války o Prsten na rozdíl od Korzárů nijak nezasahovali, ale po válce sepsali mír s Gondorem a ukončili jejich nepřátelství.
Umbarští korzáři - Druhá nejznámejší podskupina Černých Númenorejců, proslavení piráti Středozemě a postrach Gondoru. Vznikli z řad Castamirových stoupenců, kteří se usadili v Umbaru. Po zbytek třetího věku poté napadali a drancovali Gondorská pobřeží a decimovali zdejší obranu stylem taktiky ''Udeř a uteč''. Často spolupracovali s Haradskými a Černými Númenorejci z Umbaru ve svých útocích proti Gondoru, a během Války o Prsten se připojili k Sauronovi v jejich invazi do Gondoru. Po Válce o Prsten se stáhli z Umbaru a odpluli na jih, a jejich osud je neznámý.
Temní Dúnadani - Númenorejci ze severních kolonií Věrných Númenorejců a lidé z řad Dúnadanů kteří se postavili proti vlastním lidem. Tato skupina vznikla v pozdějších letech Třetího věku a často vedla války vůči Dúnadanům. K této skupině patřili např. Númenorejci z Angmaru a Castamirovi Stoupenci, kteří bojovali proti Dúnadanům Gondoru a Arnoru. Po zničení Arnoru a prohrané Občanské válce v Gondoru se Temní Dúnadani postupně evakuovali, a ustoupili na sever a na jih od Středozemě. Během Války o Prsten ve Středozemi nezůstal žádný Temný Dúnadan. Ve Čtvrtém věku se oficiálně do Středozemě nevrátili.

Castamirovi Stoupenci - Jižní (Gondorská) větev Temných Dúnadanů. Tato skupina byla loajální vůči Gondorským králům až do vlády krále Eldacara, proti kterému povstali kvůli jeho původu (jeho matka byla Seveřanka Vidumavi, dcera krále Rhovanionu Vidugavia). Zvolili si Castamira jako svého pána (proto jsou známí jen jako Castamirovi stoupenci)taa zmocnili se jižního Gondoru, od Umbaru až k Osgiliathu na sever. Eldacar je nakonec s pomocí armád Rhovanionu a loajálních provincií Gondoru vytlačil a usmrtil Castamira. Jeho frakce ale nebyla eliminována a tak se jeho stoupenci společně s celým Gondorským námořnictvem stáhli do jižních provincií Gondoru, které se odtrhly, nebo se stáhli hlouběji na jih kolem Haradu a Bellakaru. Z těch, co se usadili v Umbaru, se stali Umbarští Korzáři, zatímco ti, co se stáhli do ostatních odtrhnutých provincií Gondoru, se usadili mezi místními Černými Númenorejci, kteří se sem vrátili po svém exilu v Haradu. Ostatní ustoupili jižně východně od Středozemě a jejich osud není znám.
Stoupenci Adûnabâru - Původně kult Dúnadanů, který se roku 105 Čtvrtého věku rozrostl na novou větev Temných Dúnadanů během vlády krále Eldariona, syna předchozího krále Ellesara. O této skupině je sepsáno velmi málo a není jisté, jestli se dostali do konfliktů s Dúnadany či ne. Byly však mezi nimi zmínky o povstání proti králi i několik příkladů neklidu a nepokojů v jejich řadách. Informace o této frakci jsou rozšířené jen díky Fourth Age: Total War, modu do hry Rome: Total War (2004), kde se uvádí, že tato frakce skutečně povstala proti Obnovenému království a že zorganizovala a vedla odpor proti Dúnadanům.
Banadûnaim (podskupina) - Pravděpodobně největší podskupina Černých Númenorejců. Skládá se většinově ze stejnomenné populace Polonúmenorejců, která je většinovou populací zemí Černých Númenorejců, avšak na rozdíl od ostatních skupin jsou národy ze skupiny Banadûnâim vedené vůdci z řad Polonúmenorejců. Je to také skupina jejíž země se nejčastěji mísí s místními kulturami národů, se kterými sousedí, nebo regionů které zcela nebo částečně ovládají. Během Války o Prsten o nich nic není známo, je však zcela jasné, že se do nezapojovali. Je tedy možné, že se odmítly přidat k Sauronovi, nebo se mu přímo postavili. Ve Středozemi nebo poblíž ní se vůbec nenacházejí, a k ní nejbližší kolonie mají pravděpodobně jižně od Umbaru, v Bellakaru.

Ar-Ârûwânaim - Nebo také pouze Ârûwânaim, jsou jednou z největších podskupin Černých Númenorejců, a kteří se snaží následovat odkaz a tradice původních Královských Númenorejců z Númenoru. Informace o nich jsou velmi limitované, a je taktéž možné že Sauronovi odporovali nebo zůstali neutrální. Je možné že jejich hlavními rivaly jsou země podskupiny Banadûnâim, vzhledem k tomu že Banadûnâim nejsou čistí Númenorejci, a tak v nich Ârûwânaici vidí pouze chátru a podvodníky co chtějí znečistit odkaz jejich předků. Stejně tak jako v případu Banadûnâiců, nemají žádný kontakt se Středozemí, a jejich kolonie mohou sahat maximálně k Bellakaru nebo jižně od Umbaru.
Balkumagânâim - Známí mezi místními jako „Lidé z moří“, jsou podskupinou Černých Númenorejců, která vynikala převážně na moři a udržovala si obchodní styky s ostatními zeměmi. Do událostí Středozemě nijak nezasahovali, ale pravděpodobně pomohli nebo spolupracovali s Castamirovými stoupenci, kteří ustupovali na jih podél pobřeží.
Mûmakanrim - Podskupina Černých Númenorejců z kolonií východně od Balkumagânâiců. Země této skupiny se nejvíce mísily s místním obyvatelstvem a proto je jejich númenorský vliv z jmenovaných skupin nejmenší. Zasahovali pouze do záležitostí na jihu a východě a do Středozemě vůbec nezasahovali.
Ar-Azûladûnâim - Neboli „Númenorejci Východu“, jsou podskupinou Černých Númenorejců nacházejících se na vzdálených koloniích na východě. S ostatními podskupinami měli slabý kontakt, převážně obchodní, a většina informací o nich je stále neznámá.
Ar-Ûrêadûnâim - V překladu „Númenorejci zemí Slunce“, jsou podskupinou Černých Númenorejců jejíž země byli v koloniích daleko na jihu. Stejně jako v případě Ar-Azûladûnâiců, i o této podskupině je známo jen velmi málo, a taktéž měli pouze slabý kontakt se světem.

## Geografie
Drtivá většina kolonií a zámořských území Númenoru byla pod vlivem Královských a Černých Númenorejců, a jen kolonie na území Gondoru a Arnoru byly ovládány Věrnými Númenorejci. Nejznámější zemí Ar-Adûnâim byl Umbar, avšak ten samozřejmě nebyl jejich jediným územím. Další z jmenovaných kolonií Númenoru, ať už z expandovaných zdrojů nebo od Tolkiena samotného, které byly nebo skončily pod kontrolou Královských a Černých Númenorejců jsou například:
Tol-Uyalgaer, kolonie na Osamocených ostrovech, Gobel Mirlond, Gobel Ancalimon, Pellardur, Erelond, Bozisha-Dar, Barad Carannün, Pharazâin, Bellakar, Thâni-Hazad, An-Balkûmagân, Gimilthâni, Zimrathâni, Kharadûne, Tantûrak, Mûmakan, Kôronânde, Azrûkadar, Drêl, Tûr Betark, Kôsth Lêr, Kôdya, Vulmaw, Kyvinâr, Nen Umbar, Tol Glingal, Kykûrian Kyn, Ard, Talathrant, Kôrlan, Korosglin, Nappalassë, Dôlguzagar, Hennderch, Hyarastor, Hatholdir, Hyarastorni, Ilmandur, Elorna, Hyarn, Anarikê, Sakalan, Ciryatandor, Tûlwang, Mîrëdor, Mîredoric, Hyaraic, Haradaic, Mistalondë, Forondir, Tirramarth, Harnendor, Harondor, Harnennor, Mardruak, Hazaj Tollin, Kastorath, Anbalukkhôr, Tarkhesh, Bûresmer, Ûrêzâyan, Soriya, Tellarûd, Manalkerkê, Urid Pharazâno, Rammôrth, Tanndê, Makuria, Chennacatt, Harashandatt, Malaiur, Sarnakhor, Zimrênzil, Nykkea, Narikzadan, Rummyar, Kuliyar, Harshulam, Bûrsakal, Assayt Hor, Níllûlôndë, Izindutâr, Kadar-An-Balkuzôr, Mûmakan, Azrûkadar, Kilta-Azranud, Kiltazayan, Bâlalôni, Kârulûmu, Balûyâgang, Mâlyûli, Kharakhêlekê, Hyarmeninquë, Thuriakâlk, Tatamúrilis, Saerwôma, Wômawas Drûs, Tanâ, Emêr, Kem-annikinatha, Sinyanendënóre, Korzárské pobřeží, Ulmické pobřeží, Ivorský poloostrov, Dúrakhan, Pronický poloostrov, Daldûnair, Kendarka, Thuriac, Febfenen, Bamrírian, Cuivisnar, Aegân, kolonie v Dor-Bendoru, Ambar, Sanêzâin, Ôphrazâin, Mbarmiryandê, Dacranamel, Dûsalan, Bellazen, Tol-Amrûn, Tarik An-Narduvi, Anagzâyan,Mitharmin,Arzayan n'Adûnâi, Castamirrim, Kar Mitharmin, Mêtkharan-Kadar, Êphalankharâdê, Êphalûrêzâin, Souostroví Wâw, Barûnnath, Araphôrêth, Mêtkharan Nandrû, Mag, Tumag, Zurkhor, Lynir, Sakalankhar, Maaken, Imaldawath, Bulchyades, Dezful, Khorsâj, Kirmlesra, Korela, Kurâmô a Pél.